# Intersubjectivitat
La intersubjectivitat és un concepte complex i multidisciplinari que es refereix a la capacitat dels éssers humans per compartir experiències, significats i comprensions del món a través de la interacció social. Aquest concepte és clau en disciplines com la filosofia, la sociologia, la psicologia i la política, i té implicacions profundes sobre la naturalesa de la comunicació, la consciència i les relacions humanes. En altres paraules, la intersubjectivitat és la percepció o consciència d'una realitat on hi ha més d'un subjecte i l'humà com a ésser essencialment social.

## Definició i Conceptes Clau
La intersubjectivitat sorgeix a través de l'activitat social, on les persones persegueixen objectius compartits i on les seves contribucions són observables i subjectes a avaluació pública. Aquest procés implica una "fusió d'agència" on dos o més individus superen les limitacions dels seus cossos individuals per formar una unitat d'acció, establint drets i deures mutus. La intersubjectivitat es basa en la idea que les nostres experiències i comprensions del món no són privades, sinó que es construeixen i comparteixen en interacció amb els altres.

## La Importància del Llenguatge
El llenguatge és essencial per a la intersubjectivitat. Per una banda, la intersubjectivitat va ser un requisit previ per a l'evolució del llenguatge en la nostra espècie. Per altra banda, el llenguatge, amb les seves propietats com la descripció, l'autoreflexivitat i la flexibilitat gramatical, transforma la nostra intersubjectivitat. A través del llenguatge, podem referir-nos a accions, compartir l'atenció, i avaluar-les públicament. Això permet una comprensió social més complexa i flexible.
Diversos autors com Merleau-Ponty, Wittgenstein, Schutz i Mead coincideixen en la importància del llenguatge per a la intersubjectivitat. Merleau-Ponty, per exemple, argumenta que el pensament i el llenguatge estan íntimament entrellaçats. Pensar és impossible sense el llenguatge, que no només serveix per expressar pensaments, sinó que també és el mitjà pel qual prenem consciència d'aquests. Aquest vincle entre pensament i llenguatge fa que el nostre món subjectiu sigui inherentment social i compartit.

## Tipus d'Intersubjectivitat[3]
Es poden distingir diferents tipus d'intersubjectivitat:
Intersubjectivitat radical: Similar a les relacions "Jo-Tu" de Martin Buber, on hi ha una obertura comunicativa incondicional sense consciència de l'alteritat de l'altre.
Intersubjectivitat ecològica: Basada en la teoria de Husserl, implica una intencionalitat empàtica on l'individu es posa en la posició de l'altre per entendre les seves experiències i accions.
Intersubjectivitat, Activitat, Responsabilitat social
La relació entre intersubjectivitat, activitat i responsabilitat social és fonamental per entendre la intersubjectivitat humana. Segons aquesta perspectiva, la intersubjectivitat es defineix com una combinació d’activitat i responsabilitat social.
L’activitat fa referència a les accions que els individus realitzen conjuntament, les quals són la base de la intersubjectivitat. Aquestes accions impliquen una comprensió mútua i una coordinació, ja que els participants han de compartir atenció i interpretar les accions de manera comuna.
D'altra banda, la responsabilitat social  és l'aspecte que permet que les accions siguin valorades i avaluades en el context social. Aquesta responsabilitat és essencial perquè es pugui establir una comprensió compartida i per mantenir les normes socials que regulen les interaccions. La responsabilitat permet l'organització i l'estabilitat de les relacions intersubjectives.
Tot i que una forma bàsica d’intersubjectivitat pot existir sense llenguatge, aquest últim permet una elaboració més profunda de les relacions intersubjectives, transformant-les a través de la possibilitat de descripcions i avaluacions compartides.